# Else Scheuer-Insel
Else Scheuer-Insel (* 1. August 1894 in Metz; † 15. März 1967 in Ramat Gan) war eine deutsch-israelische Friedensaktivistin und Feministin aus der ersten Hälfte des 20. Jahrhunderts.

## Leben
Else Insel wurde 1894 als Tochter der Eheleute Emil (* 1863) und Rosa Insel (1867–1947) während der ersten Annexion in Metz geboren und zog nach 1918 in das Rheinland. Von 1919 bis 1921 und wieder ab 1926 arbeitete sie als Theaterrezensentin für die sozialdemokratische Zeitung Volkswacht in Trier. Seit 1920 war sie Mitglied in der Trierer Ortsgruppe der Internationalen Frauenliga für Frieden und Freiheit und von 1927 bis 1933 deren Vorsitzende. In dieser Funktion nahm sie an allen wichtigen nationalen und internationalen Kongressen der Organisation teil, worüber sie jeweils ausführlich in der Volkswacht berichtete. Ihre Erfahrungen bei den Kongressen waren zudem Themen in der Frauengruppe der Trierer SPD, wo sie bis 1933 aktives Mitglied war und für den Stadtrat kandidierte. Im Jahr 1922 war sie Mitbegründerin der Trierer Arbeiterwohlfahrt (AWO) und wurde ihre 2. Vorsitzende.
Nach der Machtübernahme durch die Nationalsozialisten wanderte sie 1933 gemeinsam mit ihrem Ehemann Arnold über Luxemburg nach Palästina aus. Von 1944 bis 1962 war sie sowohl organisatorisch als auch publizistisch für die israelische Frauenbewegung Women’s International Zionist Organisation (WIZO) tätig.

## Familie
Else Scheuer-Insel war seit dem 27. Juni 1919 in Trier mit dem Saarwellinger Kaufmann Arnold Scheuer (1886–1962) verheiratet.